# Bazargan
Bazargan (pers. بازرگان) – miasto w Iranie, w ostanie Azerbejdżan Zachodni. W 2006 roku miasto liczyło 9075 mieszkańców w 2126 rodzinach.